# Вежа

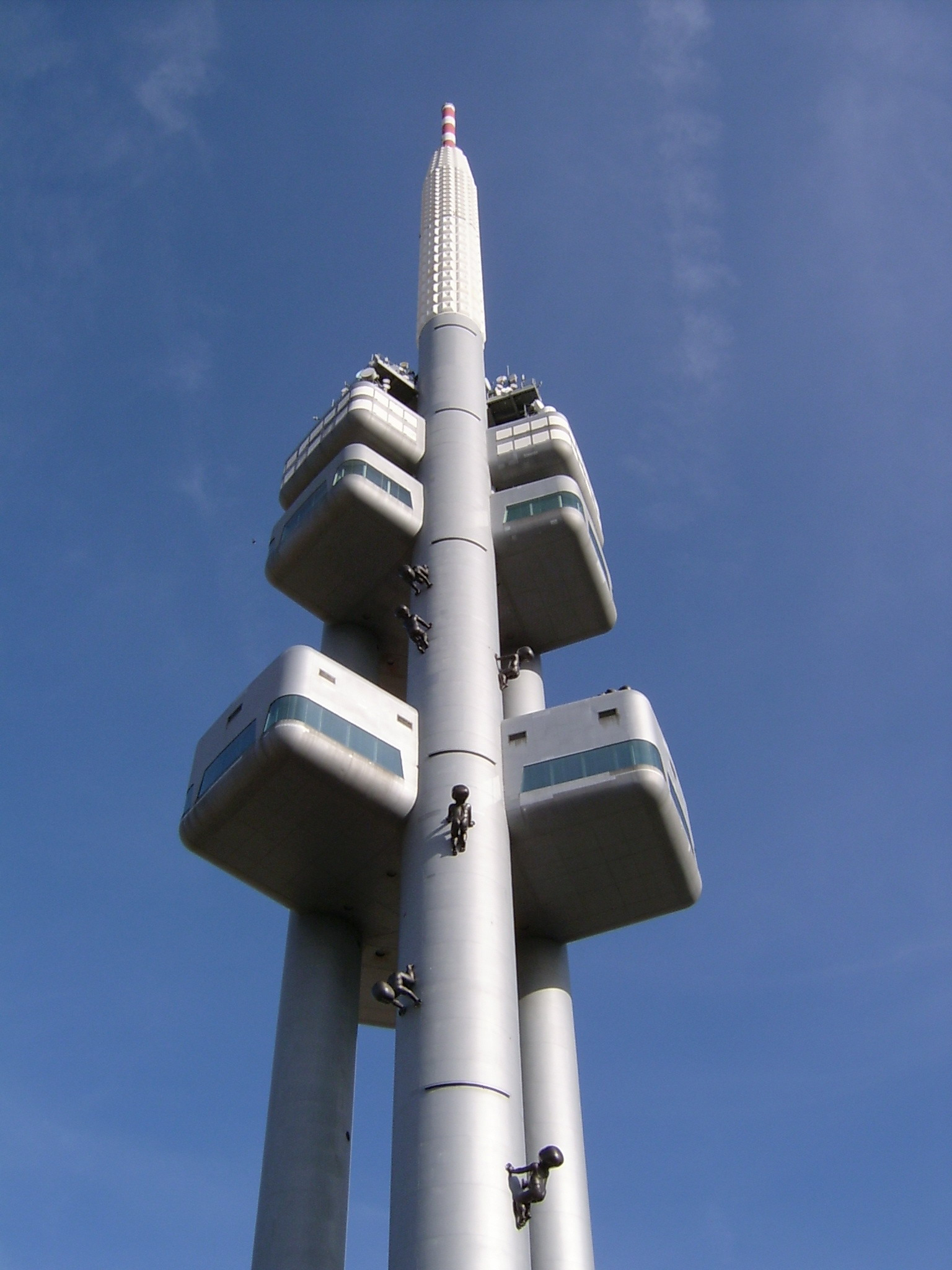
Телевізійна вежа у Жижкові, Чехія

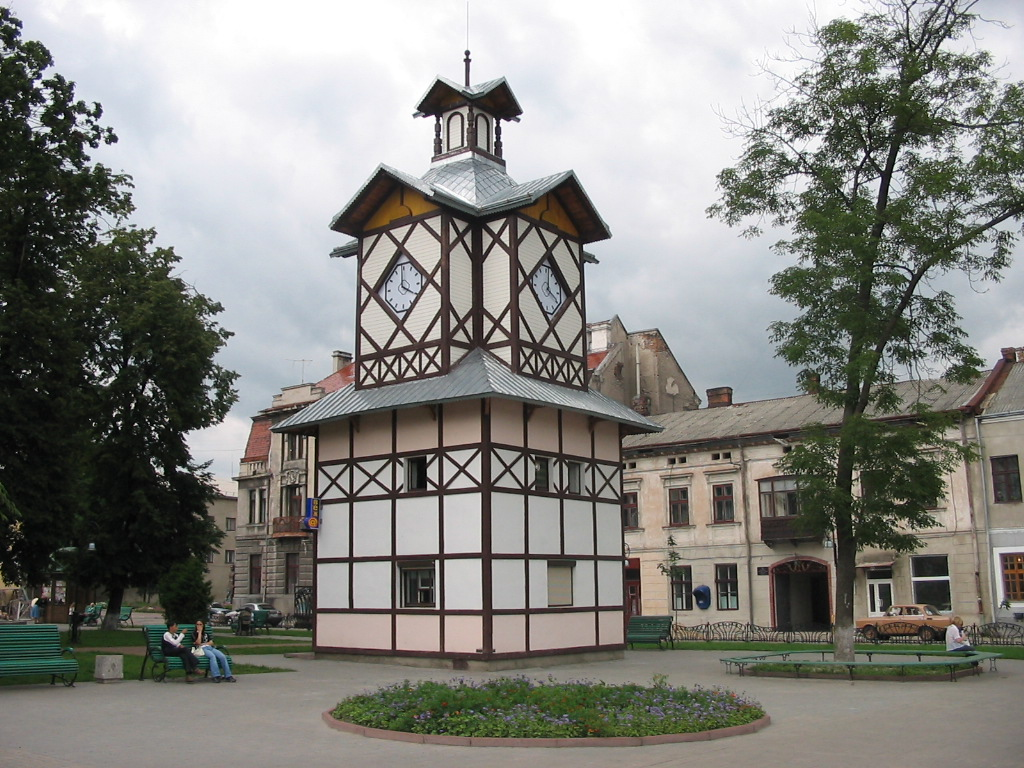
Годинникова вежа у Бродах

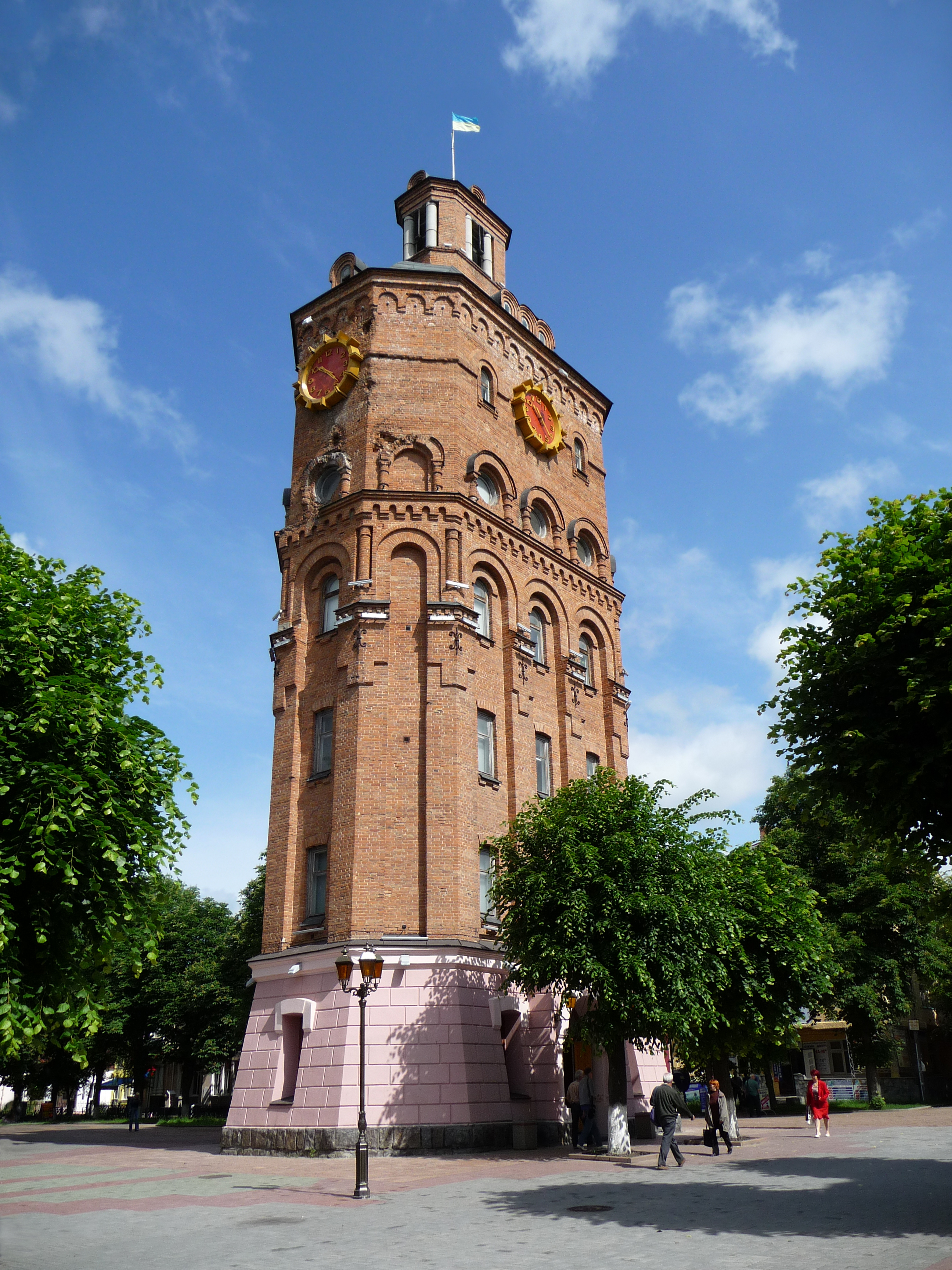
Стара водонапірна башта у Вінниці

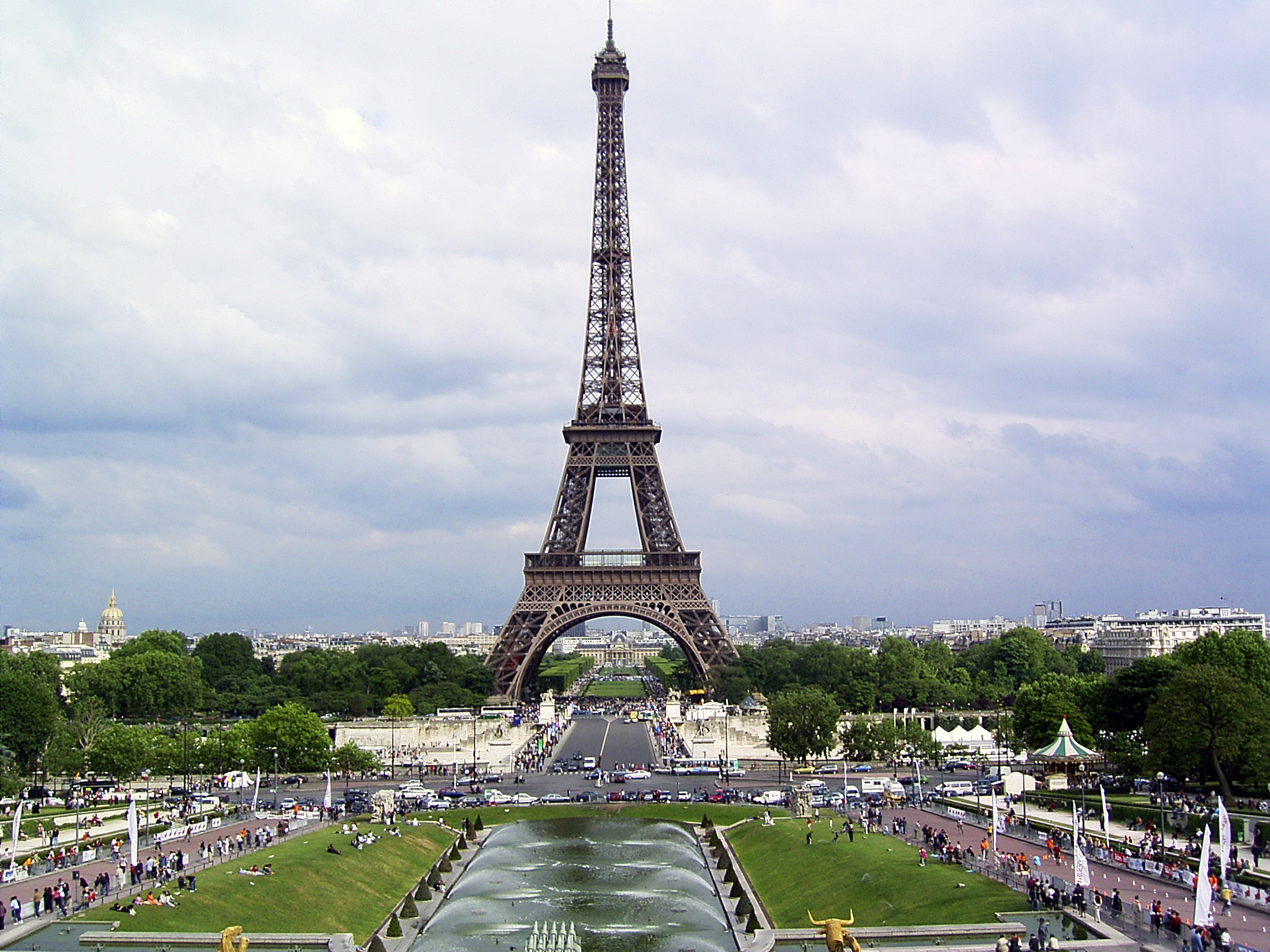
Ейфелева вежа

Ве́жа — висока вузька споруда, що має висоту значно більшу за ширину й будується окремо або як складова частина фортеці, палацу тощо. Вежа для спостереження і передачі сигналів — сторожова вежа.
Основні відмінності від інших високих будівель — відсутність розтяжок (консольна конструкція, що закріплена тільки в основі) і невеликий внутрішній об'єм, іноді весь об'єм вежі зайнятий одними лише сходами. Як інженерна споруда вежа належить до антенно-щоглових будівель.
Вежі, що не мають внутрішнього об'єму взагалі (ферменні конструкції), також називають вишками.
Найчастіше вишки використовують для розташування на них антенно-фідерного обладнання. Наприклад, оператори стільникового зв'язку розміщують на вежах радіорелейні та панельні антени.
Якщо висота антенно-щоглової споруди (АЩС) більша за 45 метрів, то треба встановити на ній систему світлоогородження, що необхідно для убезпечення польотів.

## Назва
Українське слово «башта» почали вживати у XVI столітті. Це слово через чеську (bašta) і, можливо, через польську (baszta) мови прийшло в українську з італійської (італ. bastia — від пізньолатинського bastia). На думку Ласковського, російське слово башня також вперше трапляється в XVI ст., у сказаннях князя Курбського. Доти вживали слова — вѣжа, столбъ, костеръ і стрѣльница.
Співзвучні з вежа слова існують в багатьох слов'янських: чеськ. vež, пол. wieża, в.-луж. wjeża, н.-луж. wjaża. Здебільшого виводиться від прасл. *vezǫ («везу») і *vozъ («віз»): первісним значенням припускається «житло на колесах». У давньоруській мові воно засвідчене як вѣжа. Згідно з ЕСУМ праслов'янська форма відновлюється як *věža, а для «вежа» припускається раннє запозичення з польської мови: з огляду на наявність давньоруського ѣ, який мав дати [і] (у разі питомо українського походження — *віжа). Етимологічний словник Я. Рудницького не вказує на запозичення.
Для позначення облогової башти відоме також слово гуляй-городина.
Мовознавець Б. Д. Антоненко-Давидович рекомендував вживати слово башта у випадках, якщо мовиться про військові споруди давноминулих або минулих часів загальної й української історії, а також для позначення елементів сучасної військової техніки (наприклад, башта в танку). Щодо споруд, які втратили військове значення (споруди Кремля), а також щодо сучасних споруд більше пасує термін вежа (Спаська вежа, водонапірна вежа, телевізійна вежа).
Первісно слово veža «вежа» (< vež-ja), яке нині позначає один із видів будівель, — називало віз з прилаштованим на ньому наметом або інше рухоме житло у формі намету чи юрти. Згодом, загострена форма і підвищення над землею зумовили закріплення слова вежа в слов'янських мовах за замками, висотними будинками тощо. Укріплена дерев'яна будівля у праслов'ян мала назву хоrmъ (порівняй старо-слов'янське храмъ, українське хороми).

## Види
Вежі бувають:
- оборонні (наприклад, сторожові або фортечні вежі, батарейні, мартелло, надбрамні, нураги),
- міські (ратуші, вокзалу, годинникові) (часто елементами таких веж є великі годинники спеціальної конструкції),
- культові (дзвіниця, мінарет),
- інженерні (водонапірна, пожежна, радіотелевізійна),
- промислові (бурові, силосні, копери, градирні, вітрогенератори, опори лінії електропередач, солярні вежі (елемент солярної електростанції)),
- хмарочоси (Сірс-Тауер в Чикаго, Ель-Фаро Тауерс, Буенос-Айрес та ін.),
- розважальні (оглядова, для стрибків з парашутом, для стрибків у воду, лижний трамплін, для вільного падіння (англ. Freefall-Tower),
- спостережні (прикордонні, припортові, командно-диспетчерский пункт в аеропорту, обсерваторні)

Оборонна вежа — це висока споруда у фортечній огорожі з кількома ярусами бійниць, призначена для обстрілу підходів до воріт і мурів. Визначними є вежі Московського Кремля (15—17 ст.), в Україні — Кругла вежа в Острозі (16 ст.).
Водонапірна вежа своєрідної архітектури на автостанції в Пирятині (1951) (автомагістраль Київ—Харків).
- Синонім — башта: водонапірна башта, пожежна башта, каланча.
- Синонім — вишка (зрідка).

## Історія

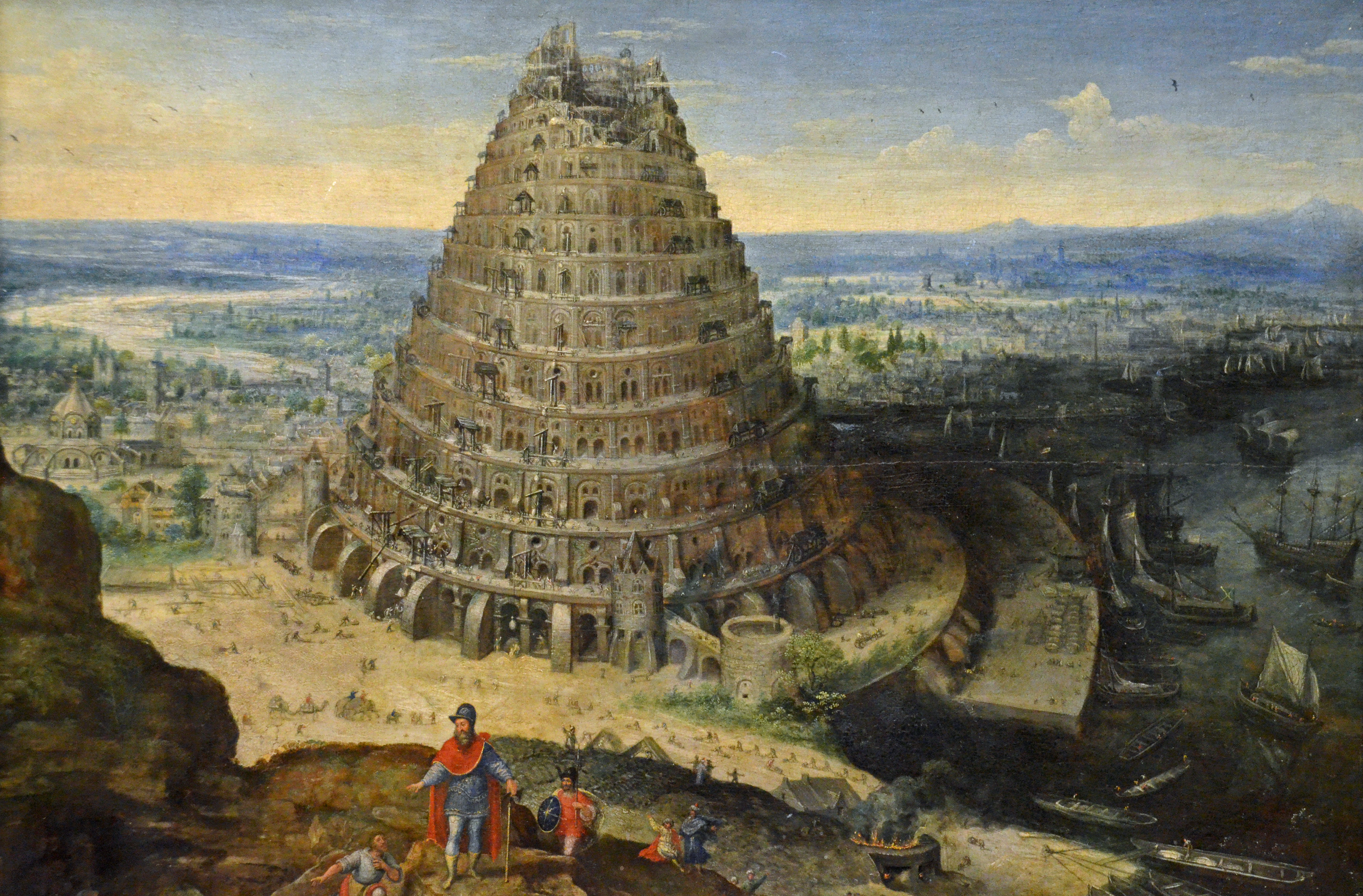
Вавилонська вежа. Картина Лукаса ван Фалькенборха, 1594. (Лувр, Париж)

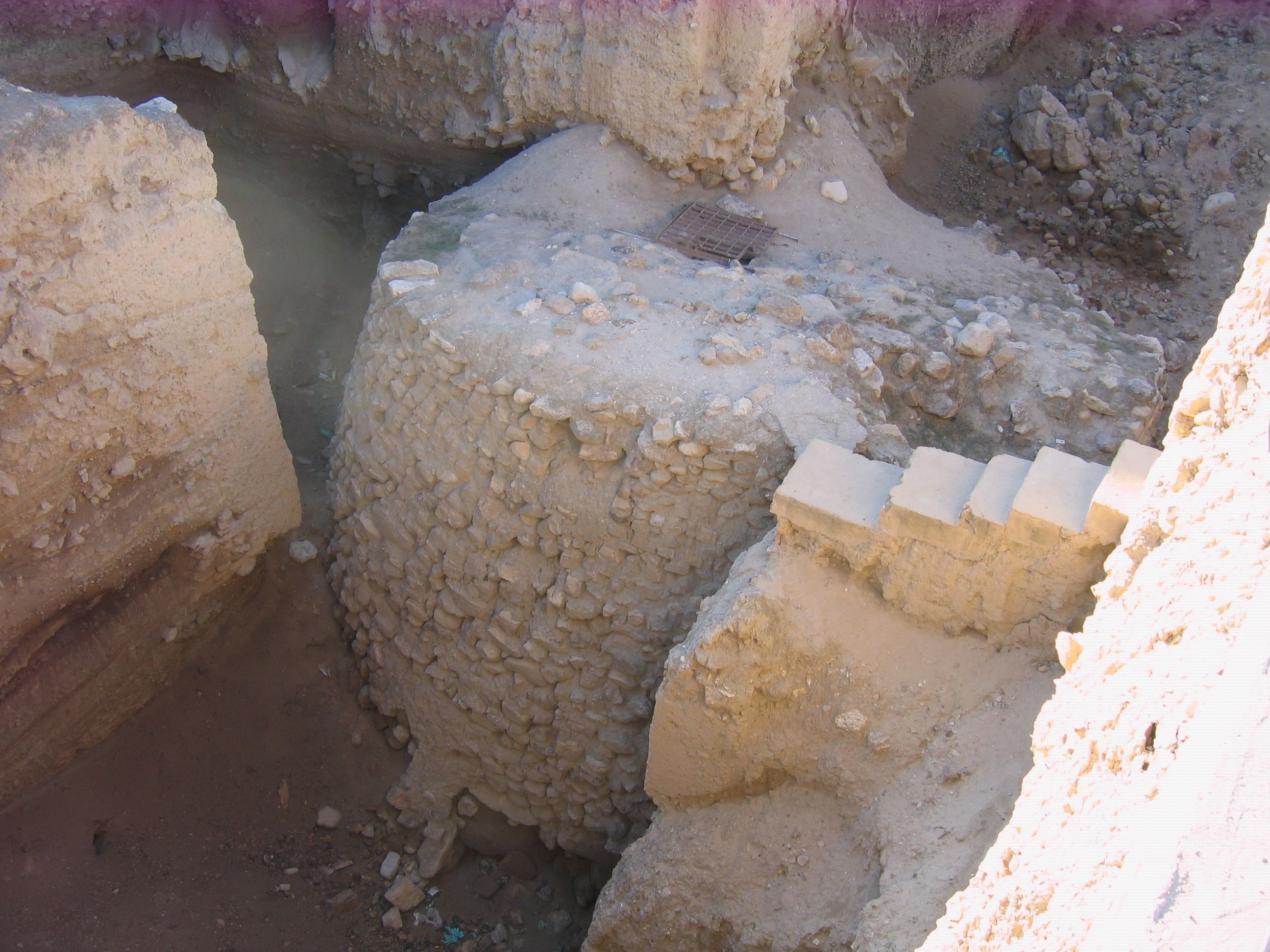
Єрихонська вежа, Єрихон, Палестина, IX ст. до н. е. — найдавніша вежа у світі, що збереглася до наших часів, висота 8,5 м.

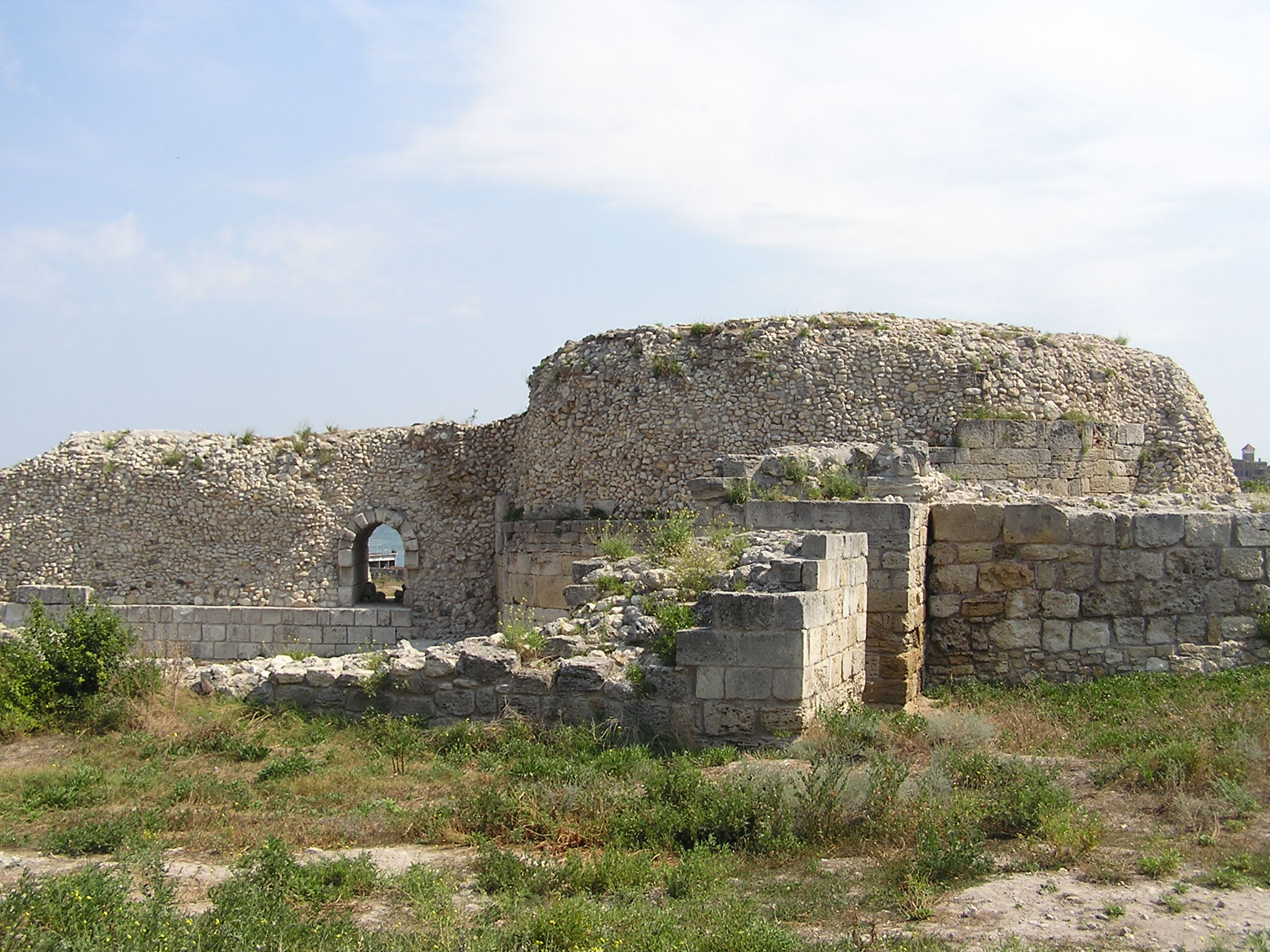
Вежа Зенона, Херсонес, II ст до н. е. — найдавніша вежа на території України

Вежі будували із глини, дерева, каменю і заліза, вони мали найрізноманітнішу форму: найпростіші були круглими, багатокутніми та чотирикутніми і мали гострий верх або площадкою із зубцями. Вежі застосовували в цивільній, військовій та церковній архітектурі і мали найрізноманітніші призначення, починаючи з практичних цілей і закінчуючи простим задоволенням естетичного почуття. У фортецях і замках вони служили для оборони і спостереження за ворогом, у церквах — для підвішування дзвонів, в системах водопостачання — для розміщення водяних резервуарів, в обсерваторіях — для астрономічних спостережень, в ратушах, думах, вокзалах і тому подібних громадських спорудах — для розміщення годинників; в поліцейських частинах — для вивішування різних сигналів, наприклад, прапорів, куль, ліхтарів і спостереження за містом в пожежному відношенні; в оптичному телеграфі — для розміщення сигнальних апаратів, і нарешті в морській справі — для запалювання вночі вістових вогнів і розташування парових ревунів та свистків, для попередження кораблів під час туману. Всі ці використання мають практичний характер. Але дуже часто вежі будувалися також або для краси, або щоб з висоти їх милуватися навколишніми видами і, нарешті, просто в ім'я вимоги симетрії.
Час появи веж в архітектурі визначити, звичайно, неможливо, але немає ніякого сумніву, що вежа була одною з перших форм житла, що з'явилися вслід за куренем або первісною хатиною. Зведення подібних жител-веж зумовлювалося для первісної людини необхідністю рятувати себе і родину від диких звірів і від не менш страшного ворога — дикої людини. Справедливість цього припущення підтверджується існуванням і в нинішній час таких жител-веж, там де довго панувало право сильного, як, наприклад, у горах Кавказу.
Давність будівель баштової форми доводиться, по-перше, існуванням веж в багатьох найдавніших архітектурах, по-друге, тією значною роллю, яку вежі грають в найдавніших народних переказах і, по-третє, тим, що на перших же сторінках книги Буття розповідається про побудову знаменитої і величної «Вавилонської вежі», на що люди, звичайно, не наважилися б, якби ця форма споруд не була їм знайома.

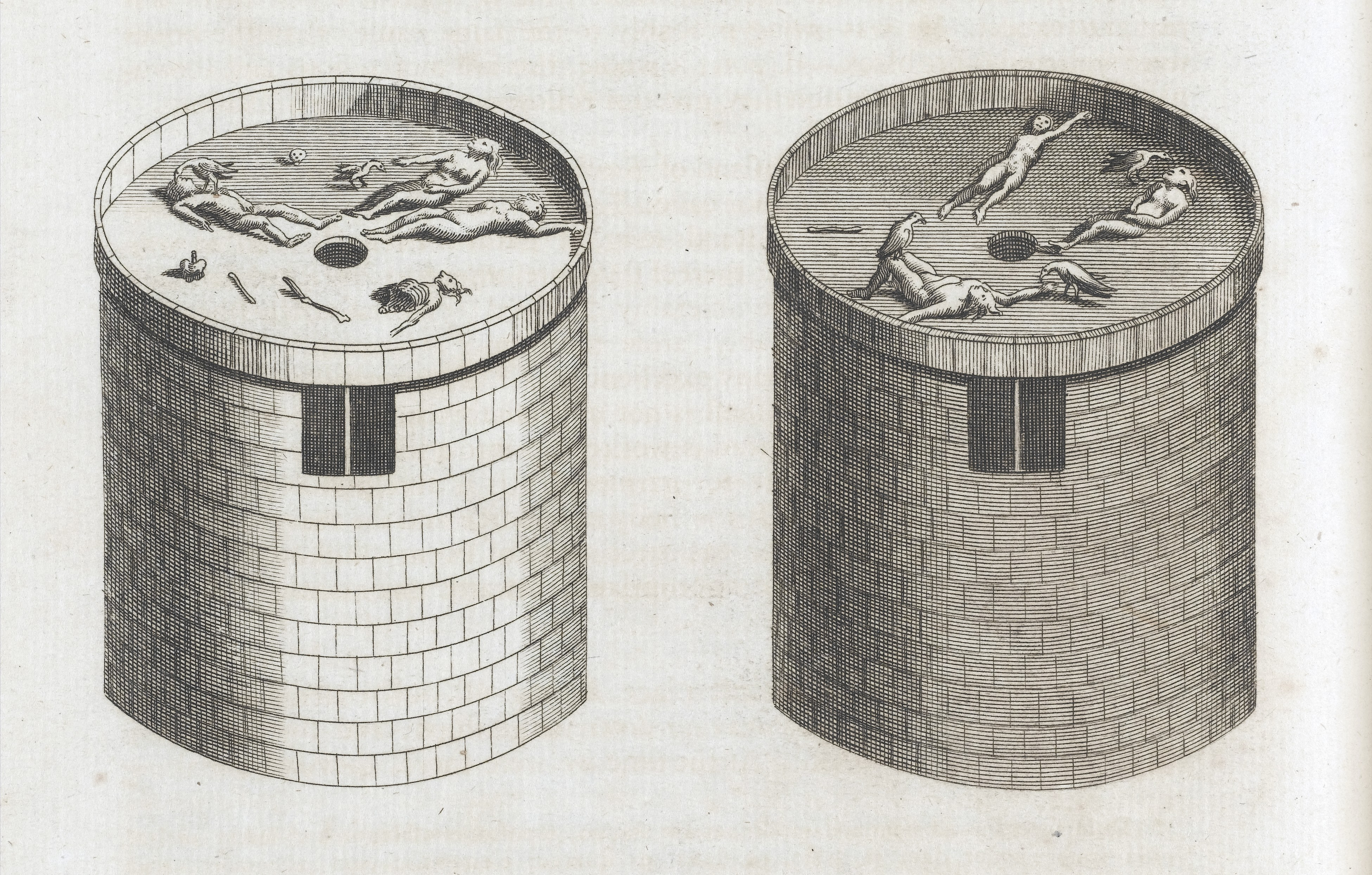
Вежі мовчання

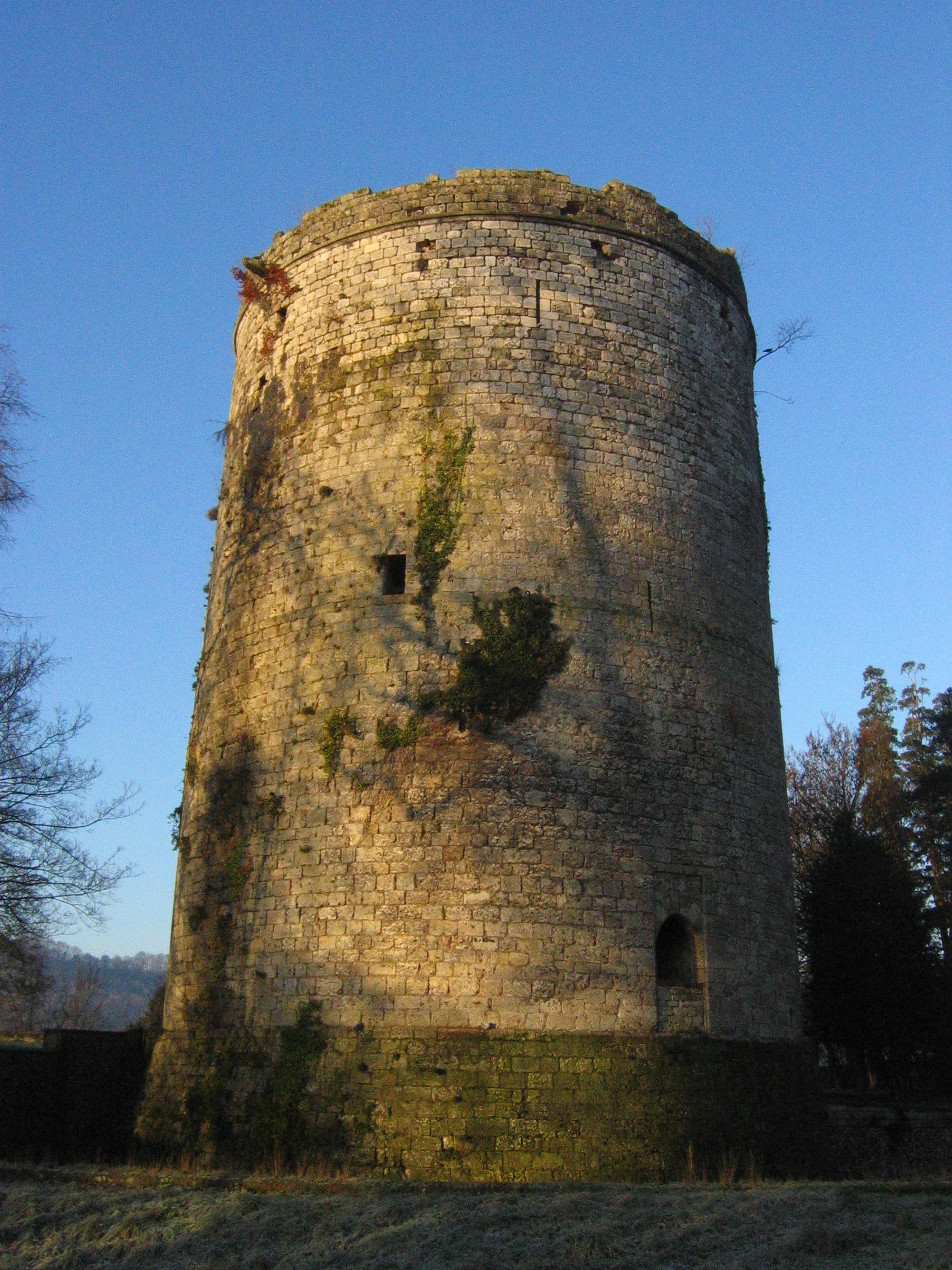
Донжон в Лільбонні, Франція

Очевидно, що звикнувши з незапам'ятних часів дивитися на вежу як на надійний захист, люди одразу ж застосували її з оборонними цілями, як тільки стали селитися в «містах», тобто в селищах, «огороджених» стінами. Звідси та величезна роль, яку вежі грали майже до XIX ст. у військовій архітектурі всіх народів. Найдавнішими зразками їх слід вважати, звичайно, башти єгипетських і вавилоно-ассирійських фортець, які дійшли до нас у численних зображеннях. І ті й інші були прямокутної форми і увінчувалися зверху зубцями. Деякі з них досягали досить значних розмірів. Греки і римляни точно так посилювали оборону своїх фортець великими зубчастими чотирикутними вежами. У римлян, крім того, вживалися при облогах рухомі дерев'яні вежі, які будувалися з дерева, мали звичайно кілька поверхів і покривалися сирими шкірами, для захисту від підпалу. Внизу містився «баран», яким під час облоги намагалися розбити низ стіни, а вгорі перебували солдати, які вражали захисників фортеці, і іноді самі перекидалися на фортечну стіну для рукопашного бою.
Але найпомітнішу роль в Європі башти грали в Середньовіччя: укріплені міста і замки буквально обліплені вежами. Призначення їх полягало головним чином в посиленні оборони стіни — виступаючи з-за площини стіни своїми боками, вони давали можливість стріляти зі своїх бічних частин уздовж стіни по нападниках, яких таким чином можна було вражати не лише з обличчя, а й з боків. Для цього вежі звичайно містилися на кутах, а якщо довжина стіни між кутами перевищувала дальність польоту стріли (близько 150 щитів), то і в проміжку між ними, тобто в середині стіни також зводилися вежі. Вони звичайно значно перевищували міську стіну і складалися з декількох поверхів, з відкритою обороною нагорі. Середні поверхи також іноді пристосовувались до оборони, для чого в них пробивалися «стрільниці» або «бійниці», тобто вузькі отвори для стрільби. Крім оборони міст, башти служили також для оборони замків та для інших цілей, як, наприклад, для утримання наглядових загонів у завойованій країні, для передачі звісток за допомогою гасел тощо. З появою вогнепальної зброї та удосконаленням артилерії вежі були замінені бастіонами.
Згодом знову були спроби посилення укріплених пунктів вежами, влаштованими відповідно до вимог сучасної військової науки. Так, наприкінці XVI століття Альбрехт Дюрер пропонував різні системи веж, пристосованих до вогнепальної оборони. Потім питанням цим займалися Паган, Монталамбер, а пізніше — австрійський ерцгерцог Максиміліан.
Удосконалення та поширення нарізних гармат породило в XIX столітті будову веж на зовсім нових засадах. Металеві бронезахищені і обертові гарматні башти влаштовувалися на особливо важливих пунктах, де за звичайної системи укріплень через тісняву не можна поставити гармати для обстрілу. Перша ідея побудови залізних обертових веж належить капітану Кользу (1854). Потім запропоновано було багато різних систем подібних веж, як для сухопутної оборони, так і для флоту. З них наприкінці XIX століття була найуживанішою система Грузона. Його вежа циліндричної фірми мала в діаметрі до 20 футів, верхня частина її мала форму купола. Вежа оберталася по рейках (система зубчастих коліс і шестерень) 4-ма людьми, які знаходились в особливій подбаштовій частині споруди. Башта оточувалася земляним валом, над яким їй давали до 5,5 футів перевищення.
Крім веж, замків і фортець у Європі знаходиться чимало веж, які відомі своєю красою, розташуванням або історичними спогадами. Так, наприклад, Мишача вежа на середині Рейну, у Бінгені, де із суден збиралася насильницька данина, башта собору св. Стефана у Відні, вежа Хіральда в Севільї, вежа св. Марка у Венеції, з якої відкривається дивовижний вид на все місто, похила вежа в Пізі і похилі башти в Болоньї — Азінеллі і Гарізенда і, нарешті, найвідоміша — залізна Ейфелева вежа в Парижі.
На території Київської Русі, України та Росії вежі також будувалися з незапам'ятних часів і згадуються на перших же сторінках наших літописів. Спочатку вони були безсумнівно дерев'яні, тому що всі наші фортеці були теж дерев'яні. Форма їх була чотирикутна, шестигранна і восьмигранна. Навіть у таку порівняно пізню епоху як XVI ст. кам'яних і цегляних стін, а отже і веж було надзвичайно мало, за винятком, хіба що, монастирів, які найчастіше обносилися кам'яними стінами. Котошихін свідчить, що за царя Олексія Михайловича було всього лише двадцять міст, які мали кам'яні стіни. Інші мали укріплення дерев'яні або земляні, а деякі, як наприклад, Ярославль, мали дерев'яні стіни та цегляні вежі. Кількість веж у містах було дуже різним і залежало від довжини стіни; так наприклад, в Астрахані було десять веж, в Воронежі — сімнадцять, в Архангельську — дев'ять, в Тотьмі — сім. Висота, форма і розміри їх були також дуже різноманітні навіть в одному і тому ж місті, як це яскраво свідчать вежі московського Кремля та багато літописних джерел. Іноді вони мали дуже високі покрівлі; відомі навіть приклади, що покрівля була вища за саму вежу, прикладом чого може служити одна вежа в Олонці, яка мала п'ять сажнів висоти, а покрівля її — шість сажнів.
Вежі рідко бували квадратні, а найчастіше прямокутні, наприклад, чотири сажні в довжину і два з половиною ширини; найпоширенішою була вежа трьох сажнів у довжину і двох у ширину. Вежі всередині по висоті звичайно поділялися підлогами на яруси або поверхи, їхні підлоги називалися «мостами». Ярусів бувало звичайно три: нижній або «підошовний», середній і верхній. У кожному ярусі влаштовувався свій «бій» — у нижньому стріляли з гармат і тому він називався «гарматним», у верхніх двох — із пищалей і мушкетів, а тому вони називалися «пищальними і мушкетними». Іноді, втім, бої робилися або в одному тільки середньому, або верхньому ярусі, а інші були глухі. Ходи в баштах були або зовні, або всередині. Назви башт були дуже різні і знаходилися в залежності від їх місця, призначення, урочища, надворотного образу та інших чинників. Так, наприклад, вежі, що стояли в кутах, називалися «прутами», посередині стіни — «середніми»; вежі з воротами — «проїжджими», «ворітними» або «на воротах»; без воріт — «глухими». «Таємними» вежами називалися такі, які ставилися над водяною «схованкою» поблизу річки, під ними влаштовувався колодязь, що мав приховане сполучення з річкою або ж з-під них йшли підземні ходи зі зрубами на річку довжиною іноді понад 10 сажнів. «Водними» називалися ті, де був виїзд до річки; в московському Кремлі була «Водозвідна» вежа, в якій підіймали воду з Москви-ріки в царський палац. У монастирських огорожах вежі нерідко називалися за назвою служб, що в них містилися, як, наприклад, «квасоварна», «пивоварна» тощо.
Крім цих загальних назв у веж були ще імена власні, які походили від урочищ, як, наприклад, «Боровицька», «Новинська», або від свят, образів і церков, наприклад, Троїцька, Спаська, Нікольська, Костянтино-Еленінська та інші. Іноді на покрівлі веж влаштовувалися горища, кліті або вартівні для дозору, які називалися «вишками», від чого і самі вежі цього виду називалися «вишками». Число проїжджих веж залежало від величини міста; у великих — було по кілька, в московському Кремлі, наприклад, п'ять, а в маленьких — не менше двох; це робилося, очевидно, з тією метою, щоб гарнізон міг врятуватися через інші ворота, коли в якісь із них вривається сильніший ворог, інакше він був би перебитий в тих самих стінах, які йому служили захистом.

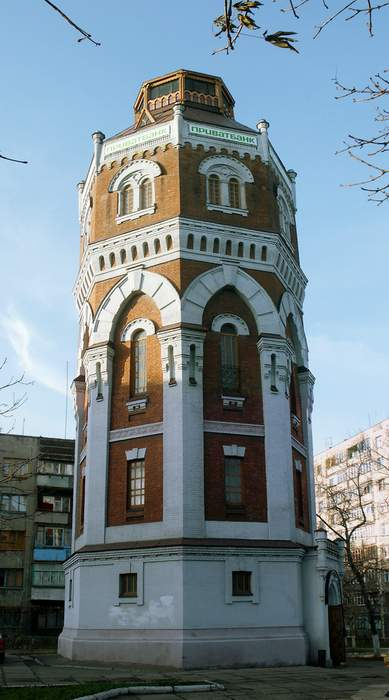
Стара Башта, Маріуполь

Ворота, зрозуміло, були найслабшою частиною фортеці і тому особливо сильно зміцнювалися вежами; вежі ставилися з боків воріт, ми це бачимо, наприклад, в Кремлі Ростова або в огорожі Борисоглібського монастиря Ярославської області, або ж перед ворітною вежею влаштовувався особливий, обнесений зубчастою стіною дворик, на який вели перші ворота — з цього дворика під вежею у фортецю вели другі ворота. Вигода такої побудови полягала в тому, що ворога, який прорвався через перші ворота, можна було перебити на передньому дворику перш, ніж він встигне прорватися через другі ворота. Прикладами такої архітектури є Спаська, Нікольська та Троїцька вежі московського Кремля. Іноді перед ворітною вежею із зовнішнього боку фортечного рову ставилася окрема вежа, яка становила передмостові укріплення і захищала міст, що вів до фортечних воріт. Зразком подібних веж може служити так звана «Кутаф'єва» вежа, що стоїть напроти Троїцьких воріт московського Кремля. Ворота в баштах були звичайно дуже товсті і широкі, через що і самі воротні башти були набагато більші від інших, наприклад, мали близько семи сажнів в довжину і ширину. Ворота ці робилися з дуба, оббивалися іноді залізом і замикалися величезними замками і засувами.
У мирний час ворота не зачинялися, а тільки на ніч опускалася зверху решітка-герса; ці рухомі ґратчасті ворота розміщувалися всередині, нагорі воріт в особливих гніздах і робилися з метою, щоб їх можна було опустити в рішучу хвилину і поставити несподівану перешкоду перед супротивником.
Зовні вежі під воротами містився звичайно образ святого або святої, який давав назву вежі, іноді ж у фортечних вежах над воротами влаштовувалися маленькі церкви, а в монастирських мурах ми бачимо це майже постійно. Крім того, на проїзжих вежах влаштовували бойові дзвіниці і вістовий дзвін, який називався іноді «сполошний», бо в нього били «на сполох» або скликали народ. Разом з вістовим дзвоном ставилося також «вістова» гармата, яка служила для подачі різних сигналів. На інших вежах також іноді підвішували дзвони; в них дзвонили при вилазках для підняття бойового духу під час бою з ворогами. У темні ночі на вежах запалювалися над воротами свічки в слюдяних ліхтарях.
У старих містах і монастирях збереглося, на щастя, багато веж, з яких немало вирізняються надзвичайно витонченими і художніми формами. Перше місце між ними, звичайно, займають за красою вежі московського Кремля; — потім слід вказати на вежі Великого Новгорода, Ростова, Ярославля, Нижнього Новгорода, Коломни, Тули, Зарайська, Смоленська, Пскова та Астрахані; до числа монастирських огорож з найбільш красивими і найкраще збереженими вежами можна віднести огорожі монастирів — Новодівичого, Донського і Симонова в Москві, Троїце-Сергієвої лаври в Московській області, Іпатіївського — Костромської області, Спасо-Евеіміева — в Суздалі, Борисоглібського — в Ярославській області, Прилуцького у Вологді, Кирило-Білозерського в Новгородської області та Соловецького — на Білому морі. Крім веж різних кремлів і монастирів є не мало окремих веж, які користуються значною популярністю, такі, наприклад, як Сухарева вежа в Москві, відома в народі під назвою «нареченої Івана Великого», Меншикова вежа (там само), Евемієва вежа в Новгороді, Сумбекіна вежа в Казані, Белавінська і Столпенська вежа в Польщі поблизу Холма, і Кам'янець-Литовська вежа в Білорусі в Гродненській області

## Приклад
Вежа бурова (рос. вышка буровая; англ. (drilling) derrick, (drilling) mast; нім. Bohrturm) — окрема споруда, яка застосовується при спорудженні бурової свердловини.

## Відомі вежі
Нижче наводиться декілька прикладів найвідоміших та найвищих веж:
- Вавилонська вежа — легендарна вежа, про яку згадується у Біблії.
- Александрійський маяк — легендарний маяк, одне з семи чудес світу, Александрія, Єгипет (не зберігся)
- Єрихонська вежа 8,25 м — найдавніша вежа, що збереглася до сьогодні (IX ст. до н. е.)[7].
- «Дубайська вежа» — Бурдж Халіфа — найвища будівля у світі з 2009 року, 828 м (Об'єднані Арабські Емірати)
- Варшавська радіощогла 646,38 м, Варшава, Польща
- Токійське Небесне дерево 634 м, Токіо, Японія
- Абраж аль-Баіт 601 м, Мекка, Саудівська Аравія
- Телевежа Гуанчжоу 600 м, Гуанчжоу, Китай
- Сі-Ен Тауер 553 м, Торонто, Канада
- Останкінська телевежа 540 м, Москва, Росія
- Тайбей 101 449,2 м (509,2 м з антеною), Тайбей, Тайвань
- Східна перлина 468 м, Шанхай, Китай
- Всесвітній торговий центр, північна вежа — 417 м, південна — 415 м, Нью-Йорк, США, зруйнований у результаті терористичного акту 11 вересня 2001.
- Київська телевежа 385 м, Київ, Україна
- Емпайр-Стейт-Білдінг 381 м (448 м з антеною), Нью-Йорк, США, найвища споруда у світі з 1931 до 1954 року.
- Берлінська телевежа, 368 м, Берлін, Німеччина
- Європатурм 337,5, Франкфурт-на-Майні, Німеччина
- Токійська вежа 332, Токіо, Японія
- Ейфелева вежа 324 м, Париж, Франція, найвища споруда у світі з 1889 до 1930 року.
- Крайслер Білдінг 282 м (319,9 з антеною), Нью-Йорк, США, найвища споруда у світі з 1930 до 1931 року.
- Броварська радіовежа 259,6 м, Бровари, Україна
- Харківська телевежа 242,5, Харків, Україна
- Вежа Сентеч 234 м, Йоганнесбург, ПАР
- Мелітопольська ретранслююча телевежа 216 м, Мелітополь, Україна
- Одеська телевежа 199 м, Одеса, Україна
- Львівська телевежа 192, Львів, Україна
- Монумент ідеям Чучхе 147 м, Пхеньян, Північна Корея
- Вежа Шухова у Москві, 148,3 м, Росія
- Велика лаврська дзвіниця 96,52, Київ, Україна
- Годинникова вежа вестмінстерського палацу 96,3 м, Лондон, Велика Британія.
- Кутб-Мінар 72,6 м, Делі, Індія, найвищий у світі цегляний мінарет (1193—1368).
- Аджигольський маяк 64 м, поблизу села Рибальче Голопристанського району Херсонської області, Україна, найвищий маяк України, має особливу гіперболоїдну форму (1911).
- Пізанська вежа 56 м, Піза, Італія
- Вежа Геркулеса 55 м, Ла-Корунья, Галісія, Іспанія, найдавніший у світі маяк, що зберігся до сьогодні (I ст. н. е., перебудована в 1791 році).
- Спаська вежа — головна вежа московського Кремля, Росія.
- Вежі Сан-Джіміньяно, пам'ятка в списку Світової спадщини, Італія
- Вежа Зенона — найдавніша вежа на території України (II ст. до н. е.), Херсонес
- Воронцовський маяк, Одеса, Україна
- Кам'янецька вежа, Кам'янець, Білорусь
- Башта Стефана Баторія, Кам'янець-Подільський, Україна
- Захаржевська башта, Кам'янець-Подільський, Україна
- Вітовтова вежа, Херсонська обл., Україна

## Зображення веж

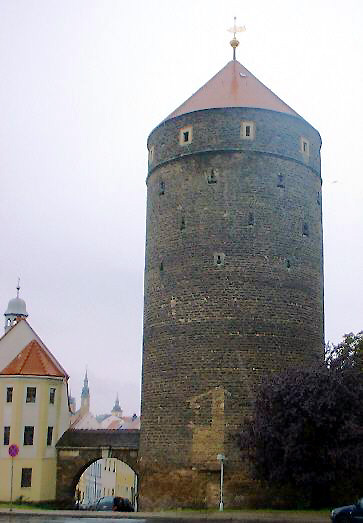
Оборонна Вежа, Фрайберг (Саксонія)
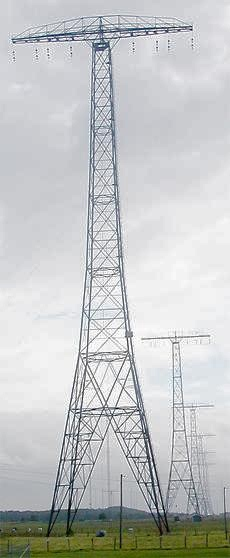
Вишка — високовольтна щогла
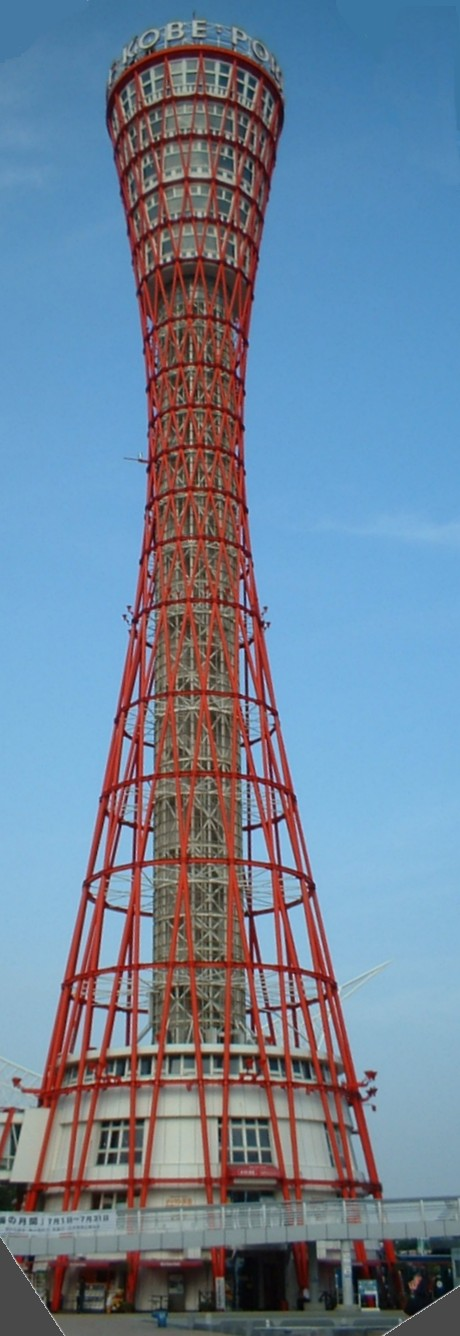
Вежа порту Кобе
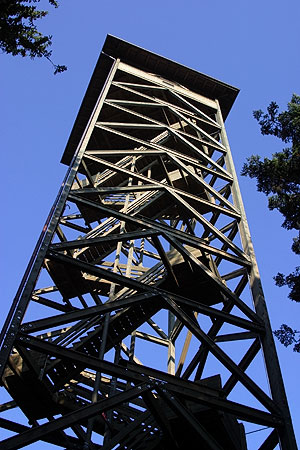
Наглядова вежа
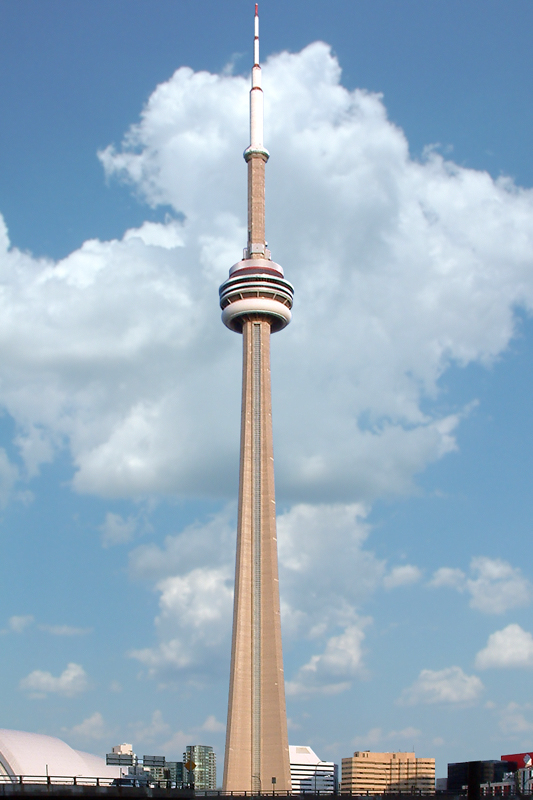
Сі-Ен Тауер в Торонто, Онтаріо, Канада
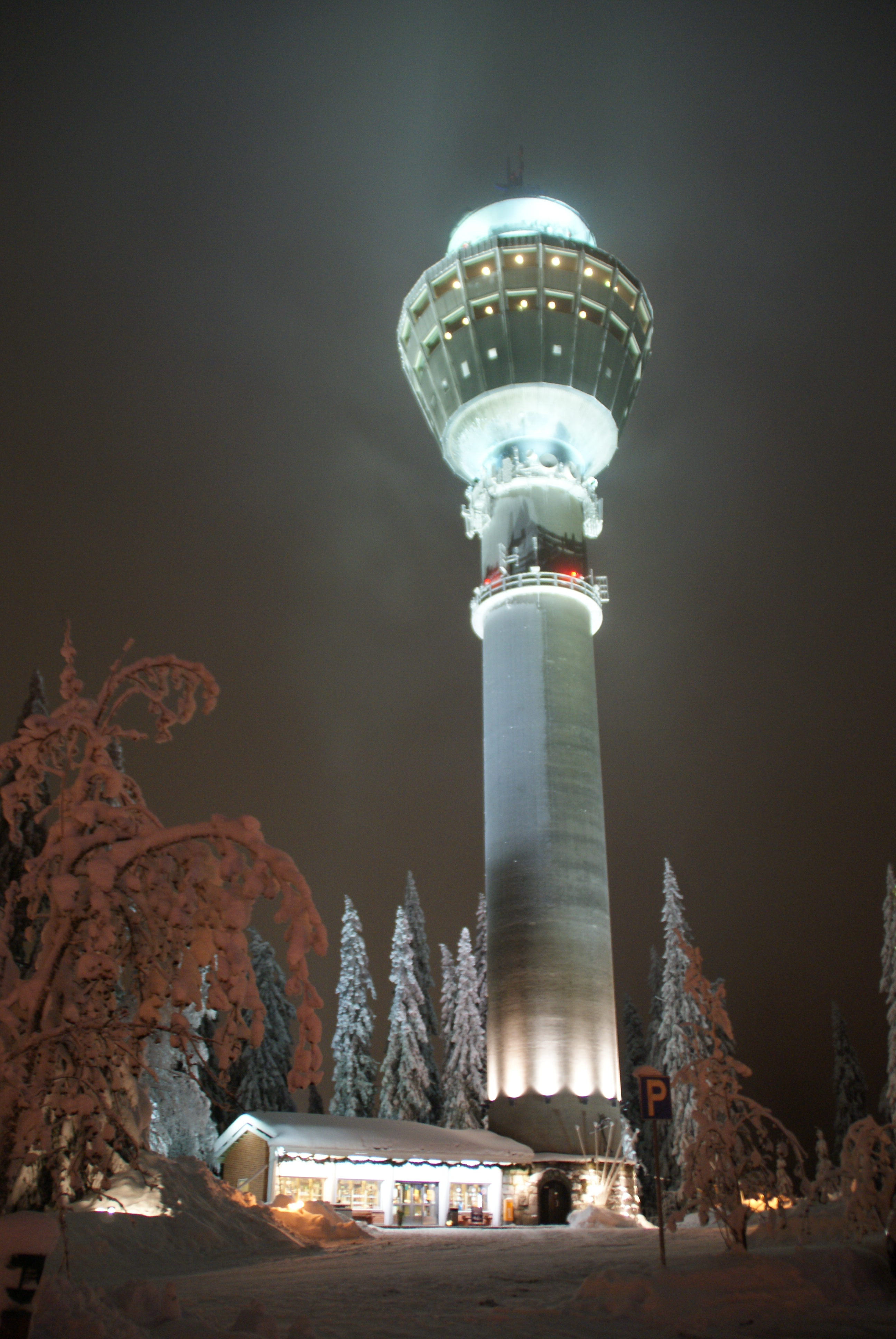
Вежа Пуйо в Куопіо, Фінляндія
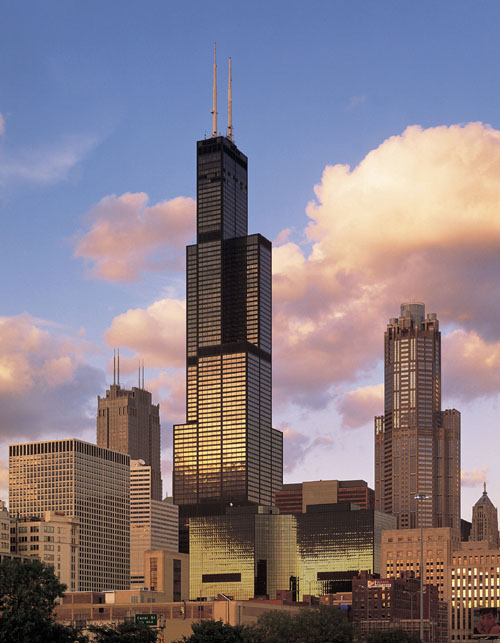
Сірс-Тауер в Чикаго
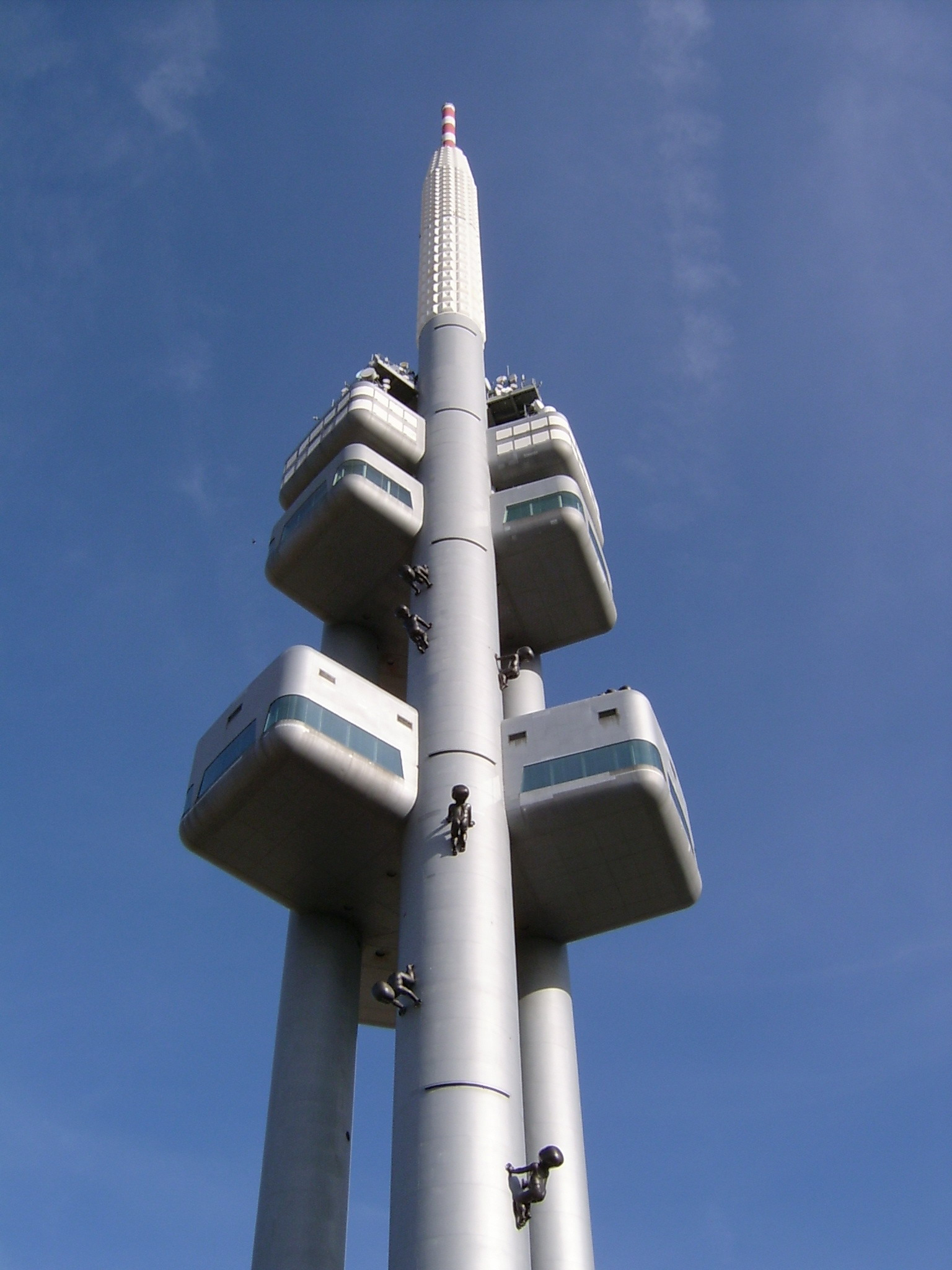
Телевізійна вежа Žižkov, Прага
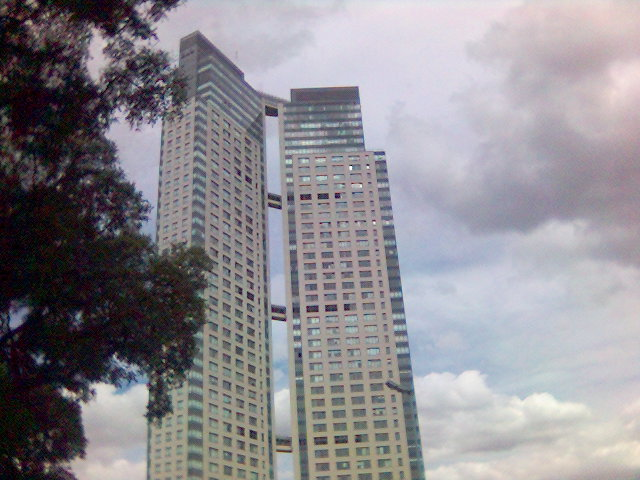
Ель-Фаро Тауерс, Буенос-Айрес, Аргентина
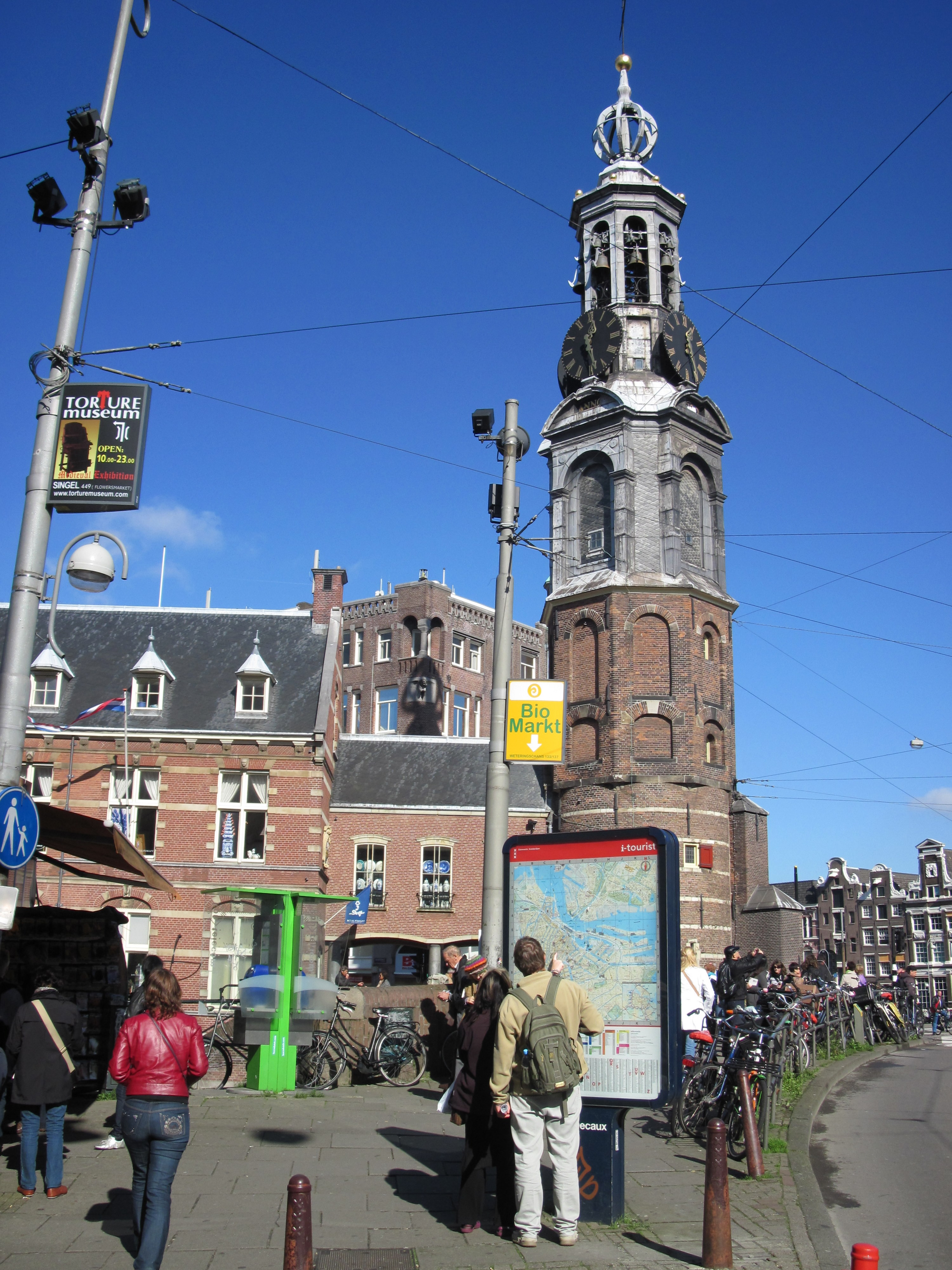
Монетна вежа в Амстердамі
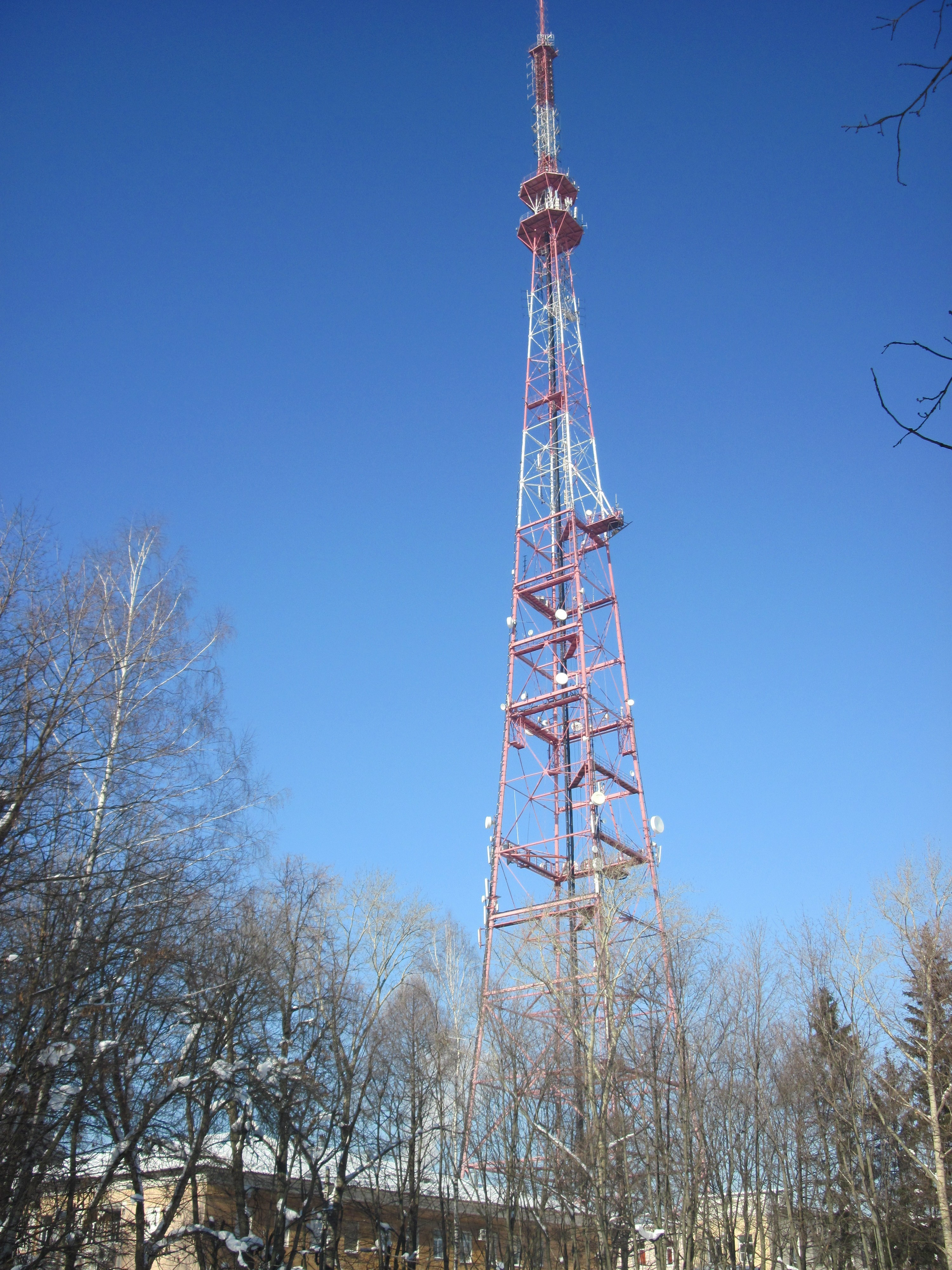
Типова радянська телевежа (Пенза)